# Borșa, Cluj
Borșa (în maghiară Kolozsborsa) este satul de reședință al comunei cu același nume din județul Cluj, Transilvania, România.

## Imagini

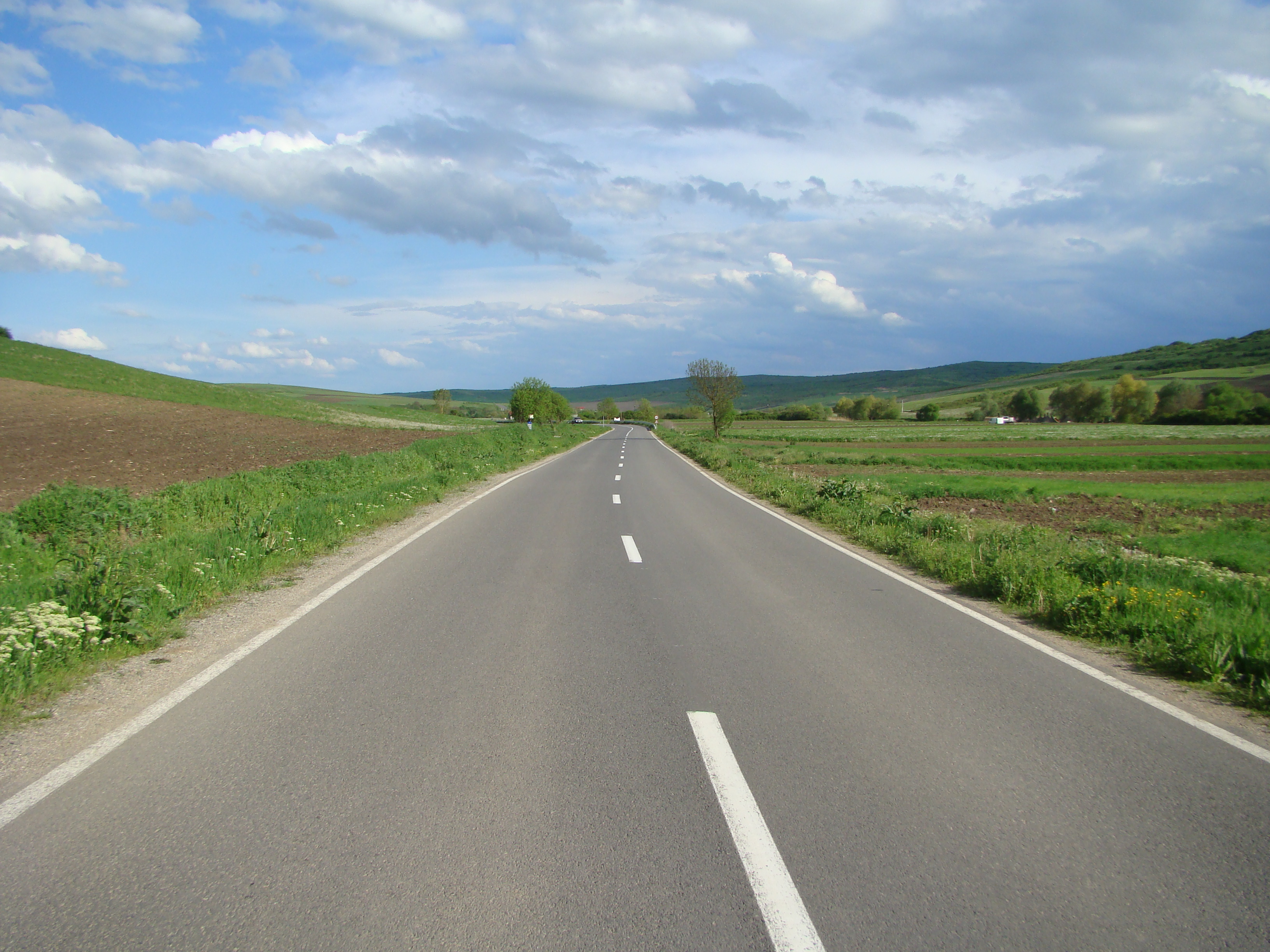
Drumul spre satul Borșa
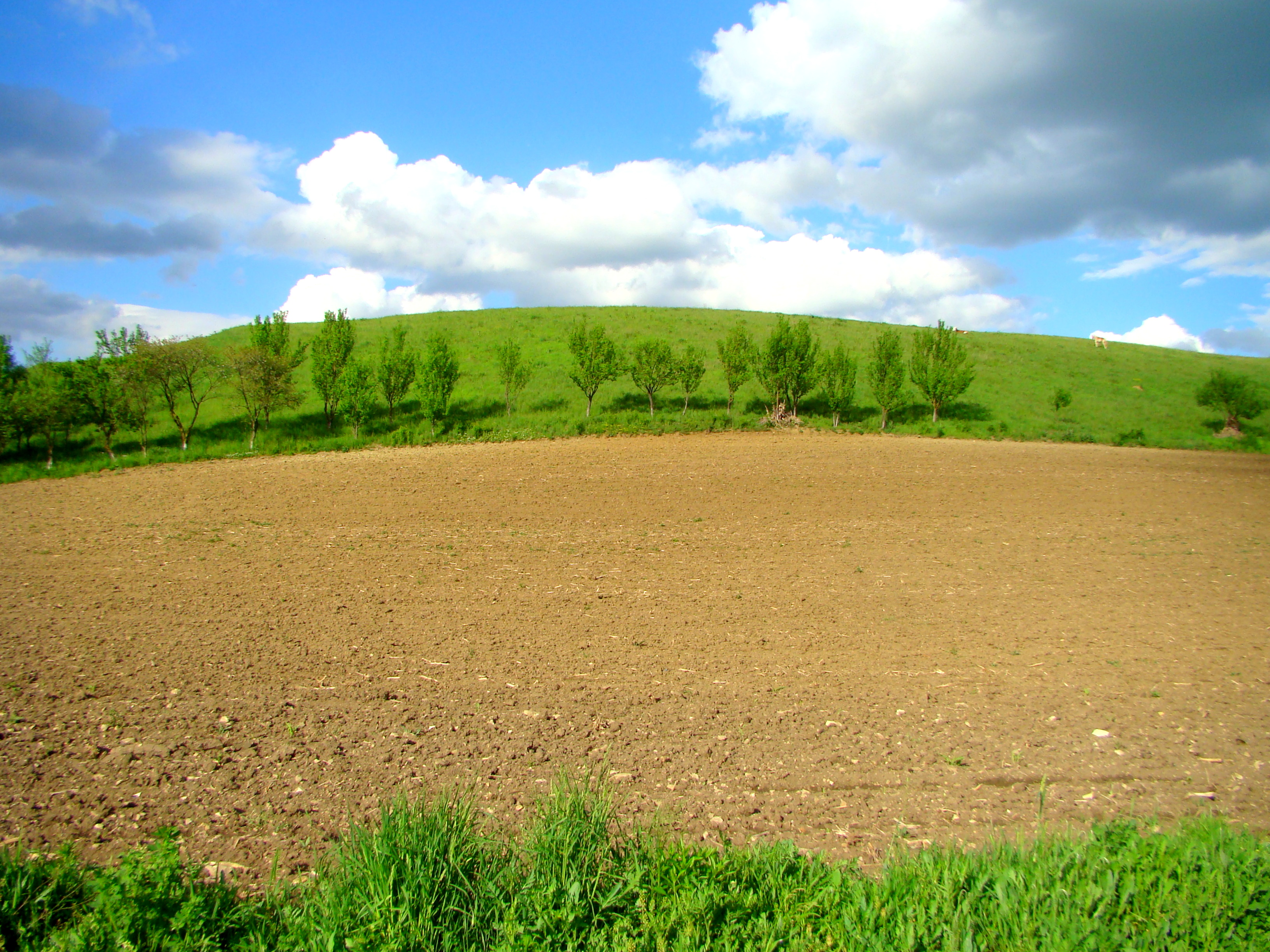
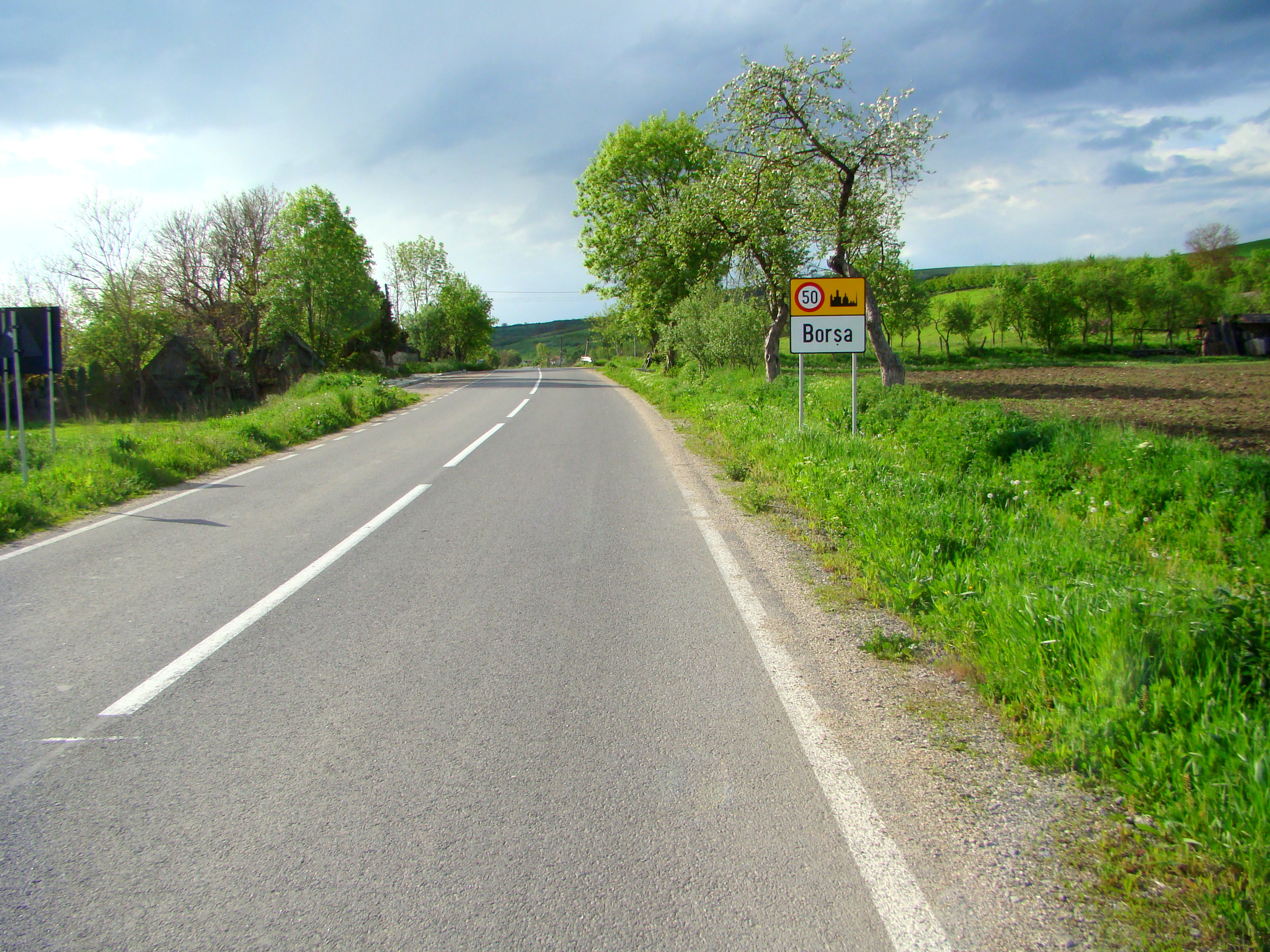
Intrarea în localitate
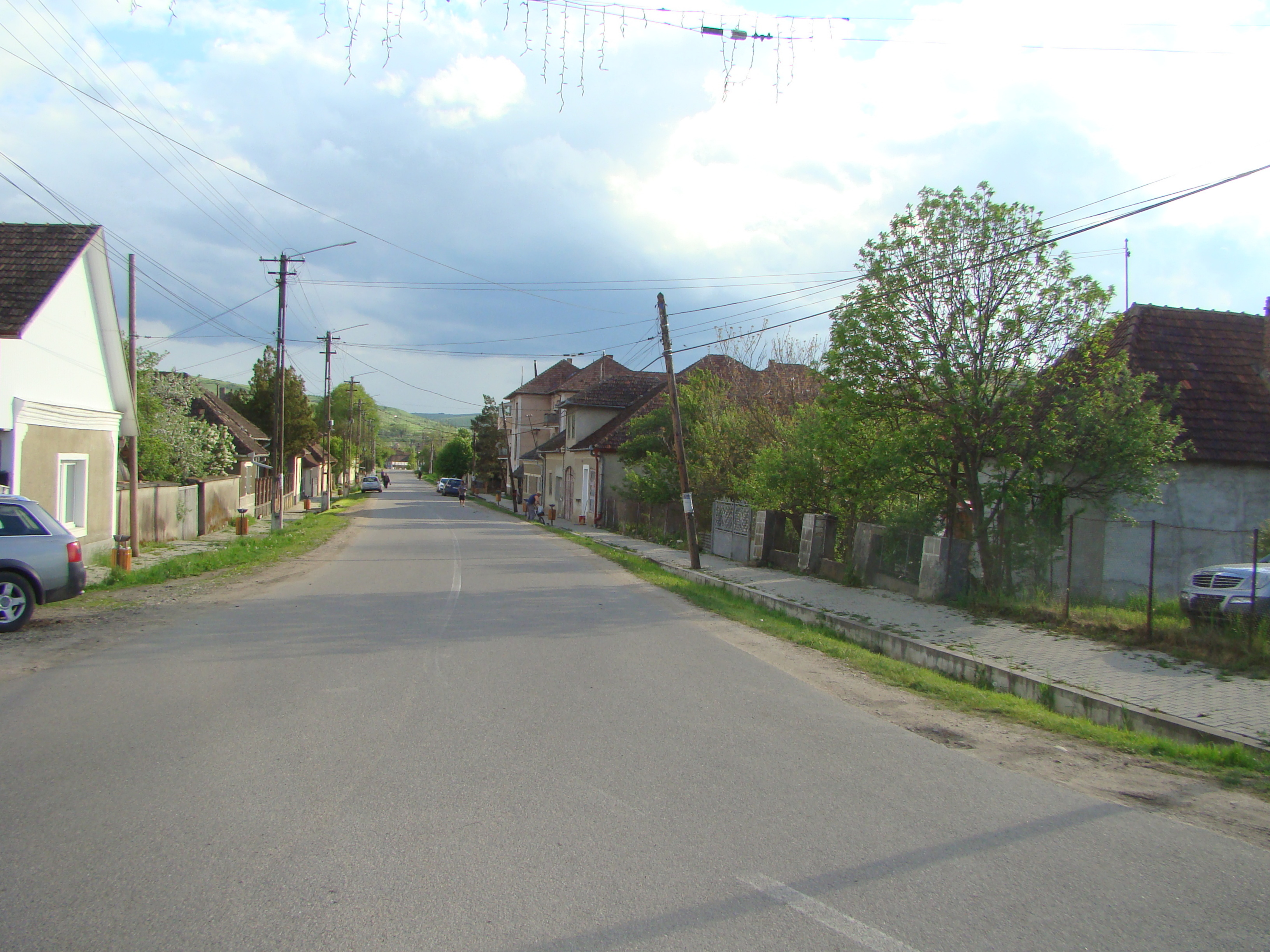
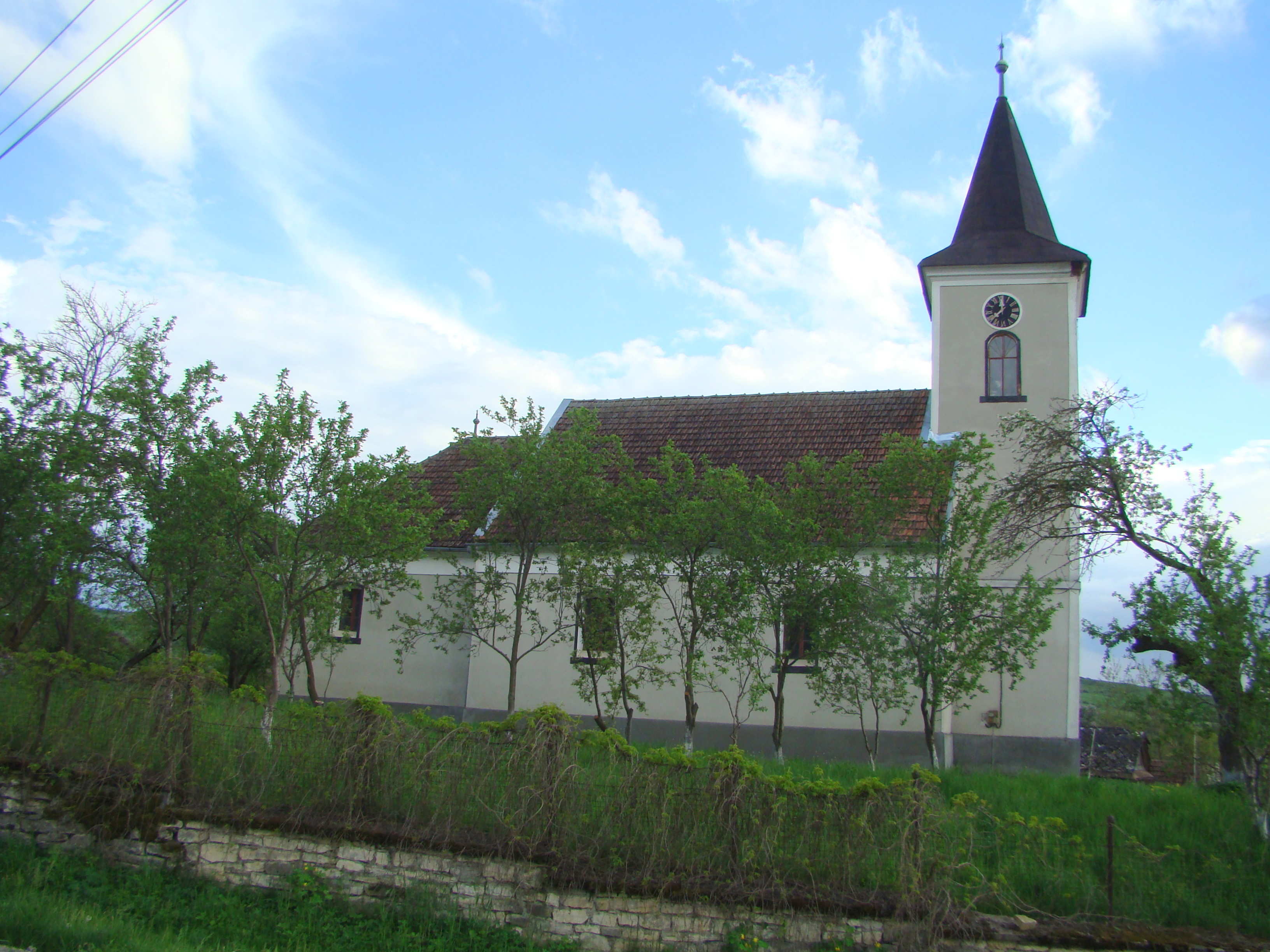
Biserica reformată
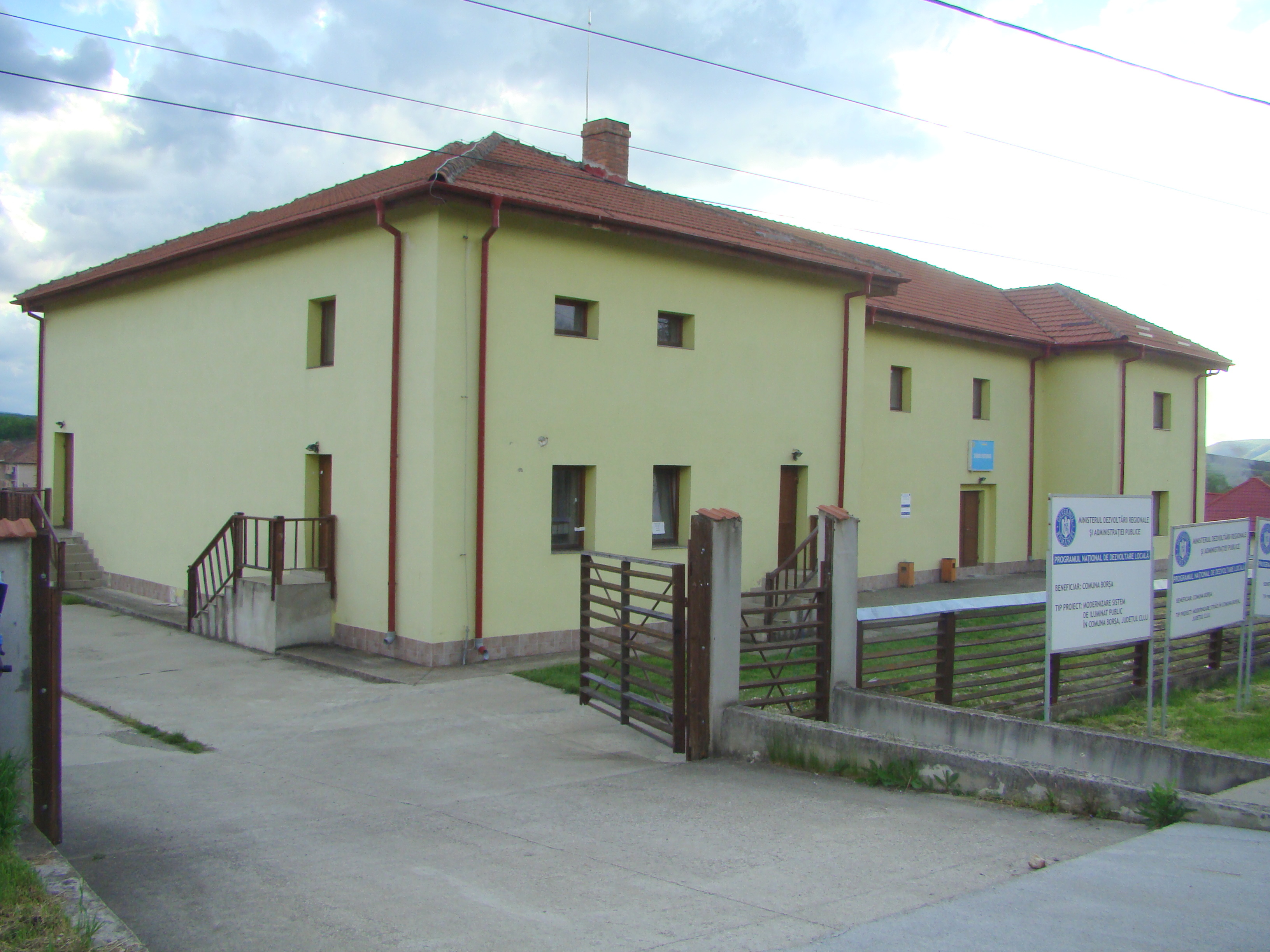
Căminul cultural
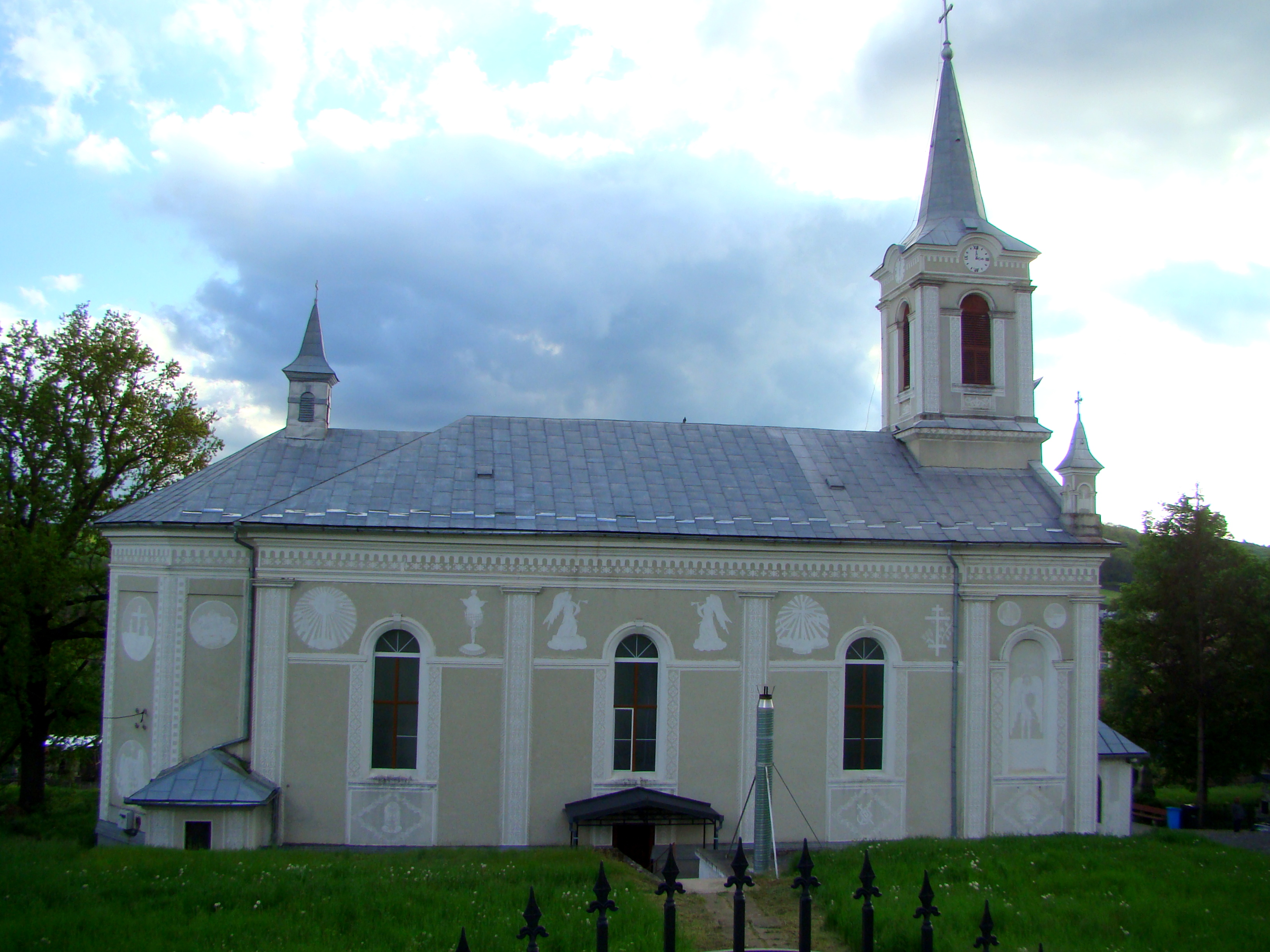
Biserica Sfinții Arhangheli (1900)
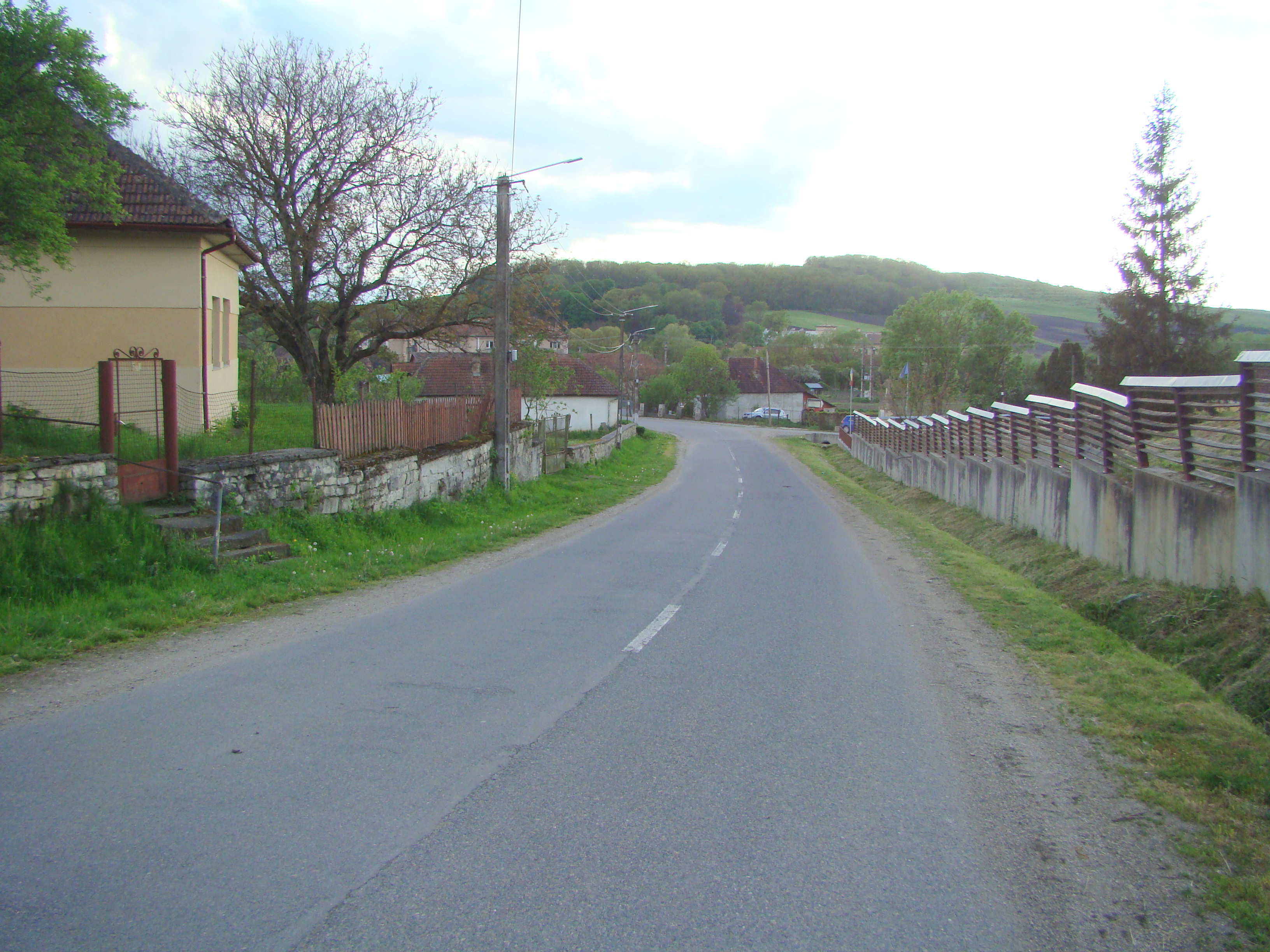
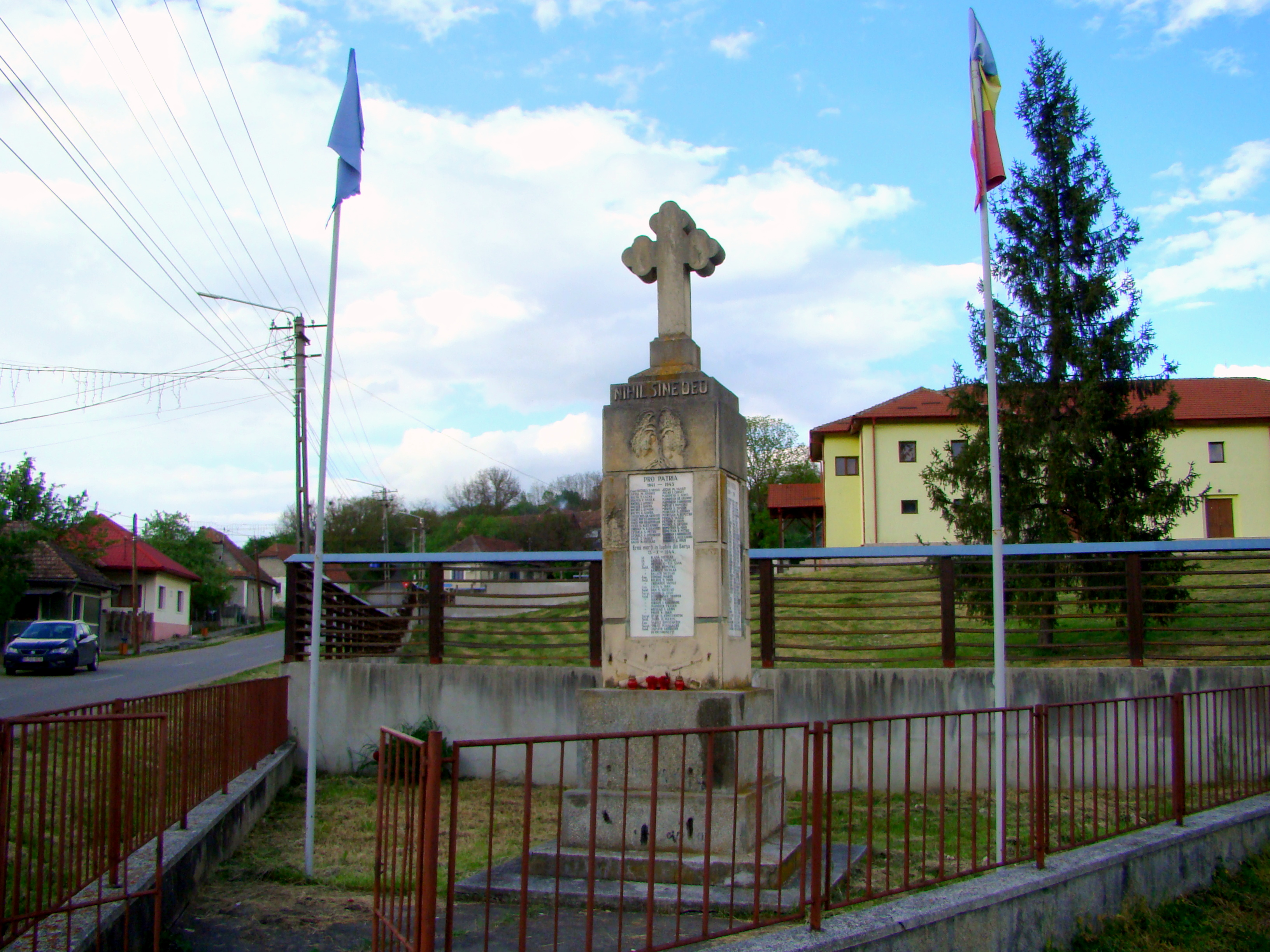
Monumentul eroilor
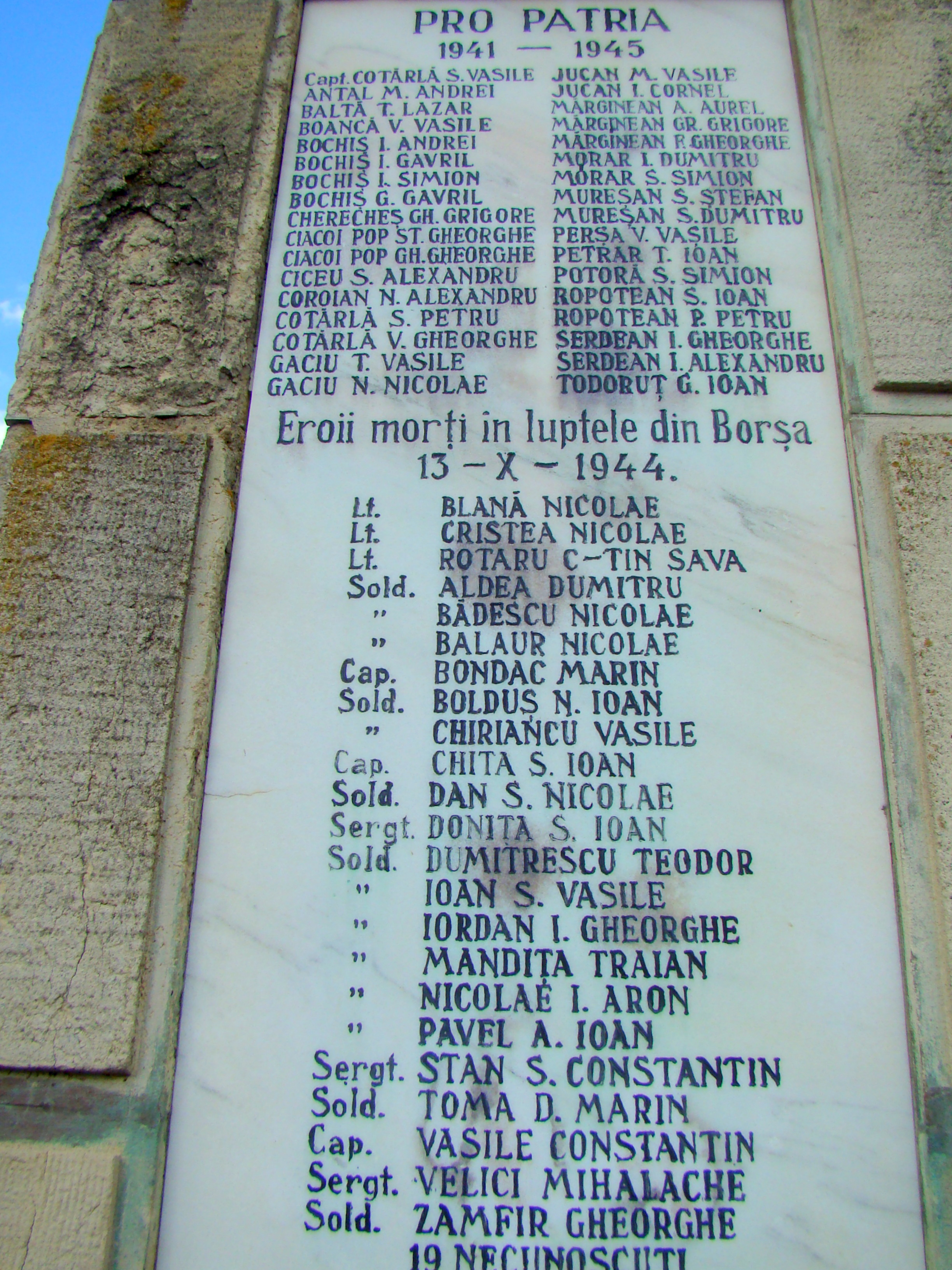
Monumentul eroilor (detaliu)
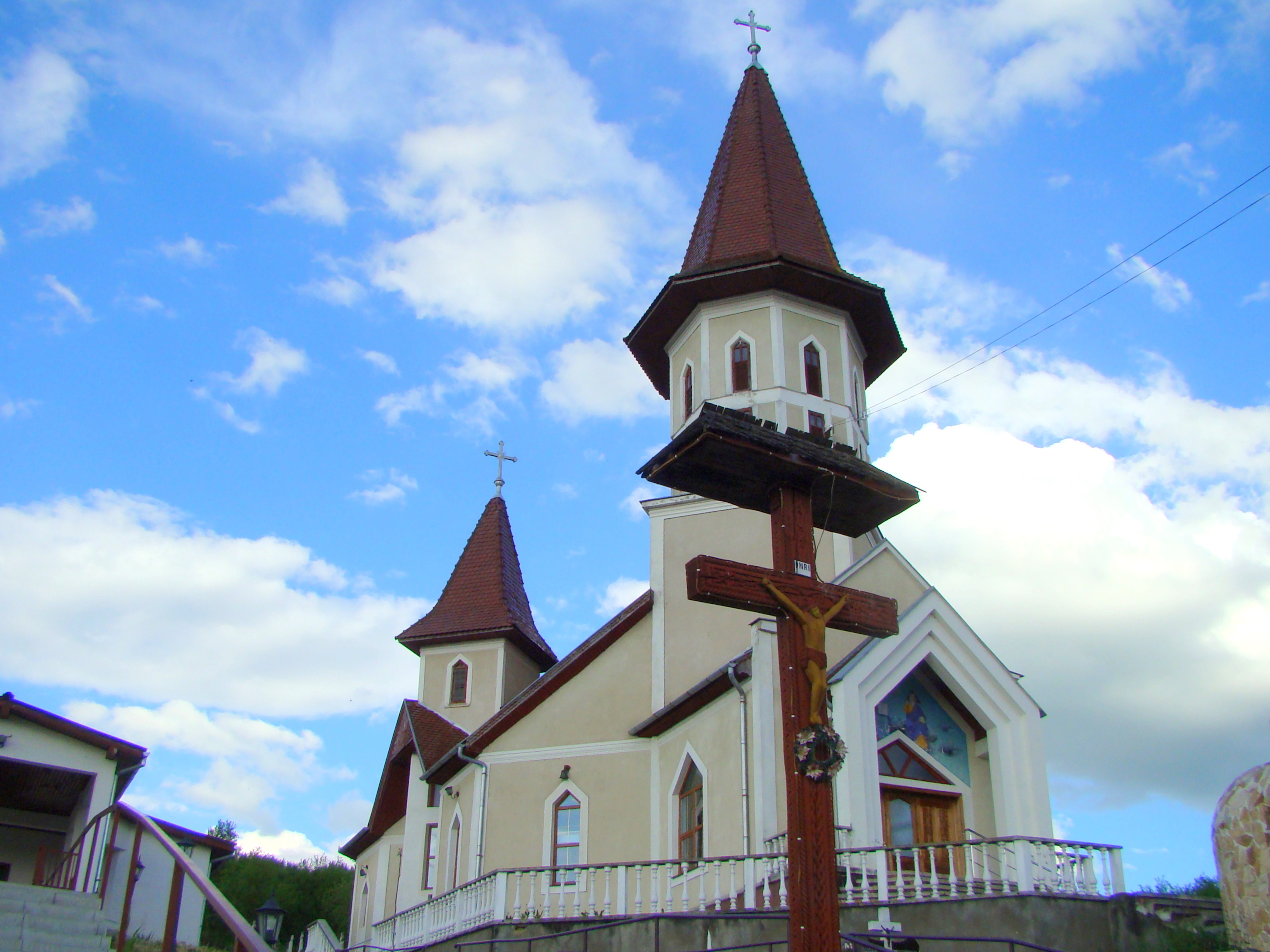
Biserica greco-catolică
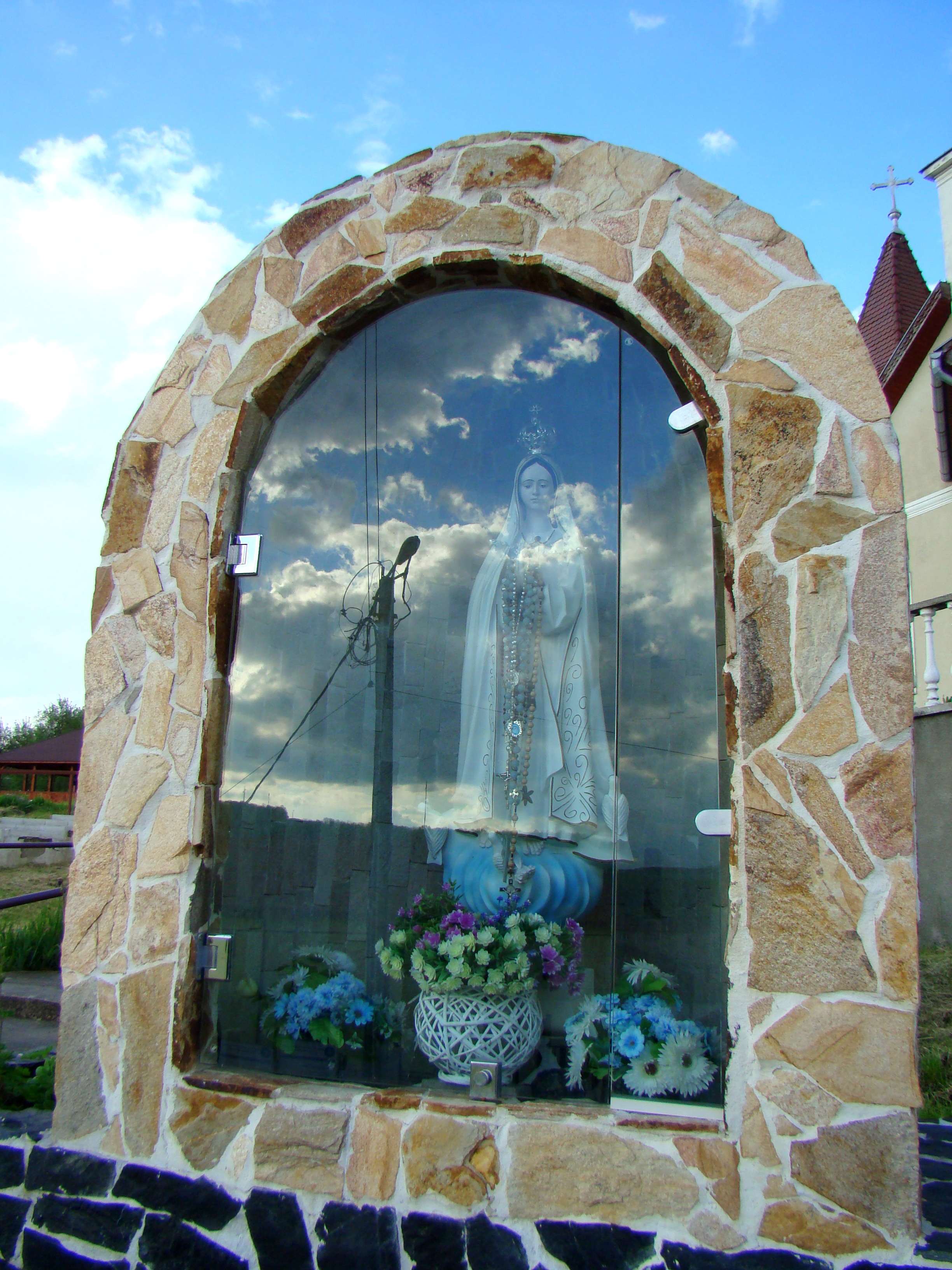